# Northrop YB-35
Northrop YB-35 (Northrop NS-9) – amerykański ciężki bombowiec strategiczny typu latające skrzydło, którego projektowanie i budowę rozpoczęto w czasie II wojny światowej. Samolot powstał w zakładzie Northrop na zamówienie United States Army Air Forces (AAF) na bombowiec będący w stanie przenieść 10 000 funtów bomb i z zasięgiem 10 000 mil (4535 kg bomb i 16 093 km). Początkowo zamówiono dwa eksperymentalne, trzynaście testowych i dwieście produkcyjnych maszyn tego typu (XB-35, YB-35 i B-35) ale z powodu znacznych opóźnień w ich konstrukcji kontrakt został anulowany po wybudowaniu zaledwie trzech samolotów. Wersją rozwojową YB-35 został Northrop YB-49 z napędem odrzutowym.

## Historia

### Geneza
W kwietniu 1941 dowództwo United States Army Air Corps ogłosiło konkurs na ciężki bombowiec strategiczny o zasięgu wynoszącym przynajmniej 10 000 mil, zdolnym przenieść ładunek bomb o masie 10 000 funtów z prędkością przelotową 300 mil na godzinę na pułapie 40 000 stóp (odpowiednio 16 093 km, 4353 kg, 482 km/h i 12 192 m). W Stanach Zjednoczonych spodziewano się wówczas rychłej kapitulacji Wielkiej Brytanii i uważano, że do prowadzenia wojny przeciwko III Rzeszy będzie potrzebny bombowiec o zasięgu międzykontynentalnym. W odpowiedzi na konkurs, w wytwórniach Boeing, Consolidated Aircraft Corporation, North American, Canadian Car & Foundry (CC&F) oraz Northrop powstało szereg projektów, z których wybrano samoloty Consolidated i Northropa.
Consolidated zaprojektował wówczas dwa samoloty, pierwszy z nich, Model 36, został zaakceptowany do produkcji jako późniejszy Consolidated B-36, ale zaprojektowano wówczas także inny bombowiec, znany jako Consolidated Six-Engine, Long Range, Flying Wing Bombardment Airplane w układzie latającego skrzydła. Główny projektant CC&F, Vincent Justus Burnelli, także zaprojektował samoloty w układzie zbliżonym do latającego skrzydła. Projekty Burnelli B-2000/B-1000B nie zostały co prawda zaakceptowane (między innymi z powodów politycznych, a nie technicznych), ale już samo to, że w różnych firmach niezależnie zaprojektowano samoloty w układzie latających skrzydeł pokazywało, że wielu projektantów uważało, iż jedynie takie rozwiązanie dawało nadzieję na stworzenie samolotu o wymaganych osiągach.
Oficjalny kontrakt (W535-AC-21341) podpisano 22 listopada 1941, w zakładach Northropa miano zbudować latający model samolotu w skali 1:3 (Northrop N-9M), jedną pełnoskalową makietę samolotu i prototyp XB-35 z opcją na produkcję drugiego prototypu. Data dostawy pierwszego XB-35 została bardzo optymistycznie ustalona na listopad 1943.

### N-9M

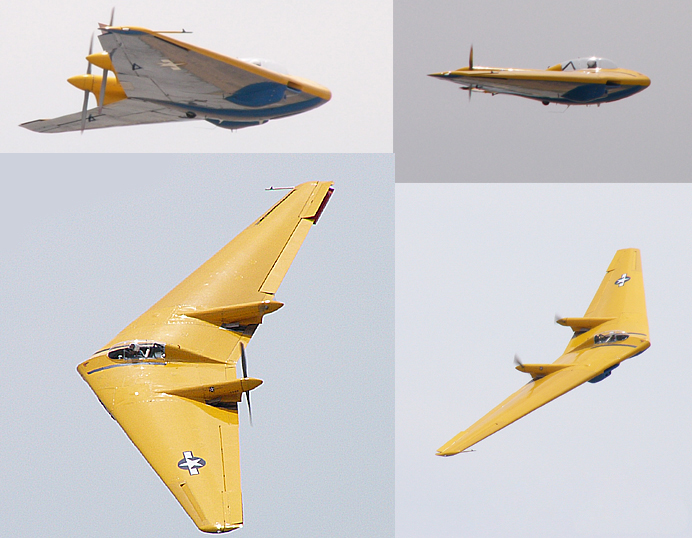
N-9M-B

Prace nad pierwszym N-9M rozpoczęto od razu po podpisaniu kontraktu, w czasie ich trwania podpisano dodatkowy kontrakt (W535-AC-33920) opiewający między innymi na dwa dodatkowe prototypy N-9M. Pierwszy N-9M (oznacznie N-9M-1, brak numeru seryjnego Armii i rejestracji cywilnej) wzbił się w powietrze 27 grudnia 1942, w trakcie jego oblatywania borykano się z szeregiem problemów, do 19 maja 1943 samolot spędził w powietrzu jedynie 22,5 godziny. 19 maja pilotowana przez Maxa Constanta maszyna rozbiła się zabijając pilota. 24 czerwca 1943 w powietrze po raz pierwszy wzleciał N-9M-2, który był oblatywany do końca roku, w tym czasie pracowano już nad pierwszym prototypem XB-35 i trzecim N-9M, który otrzymał oznaczenie N-9M-A i zdecydowano się na budowę czwartego N-9M noszącego oznaczenie N-9M-B.
28 czerwca 1944 N-9M-A został zaakceptowany przez AAF, samolot miał już wówczas bardzo zbliżoną konstrukcję do właściwego XB-35. Testy samolotu kontynuowano do końca roku, w tym czasie AAF przyjął także N-9M-B. Wszystkie N-9M były testowane do końca wojny, N-9M-B został przekazany do Chino Planes of Fame Museum, używany wcześniej Northrop N-1M trafił do National Air and Space Museum, a dwa pozostałe N-9M zostały złomowane.

## XB-35

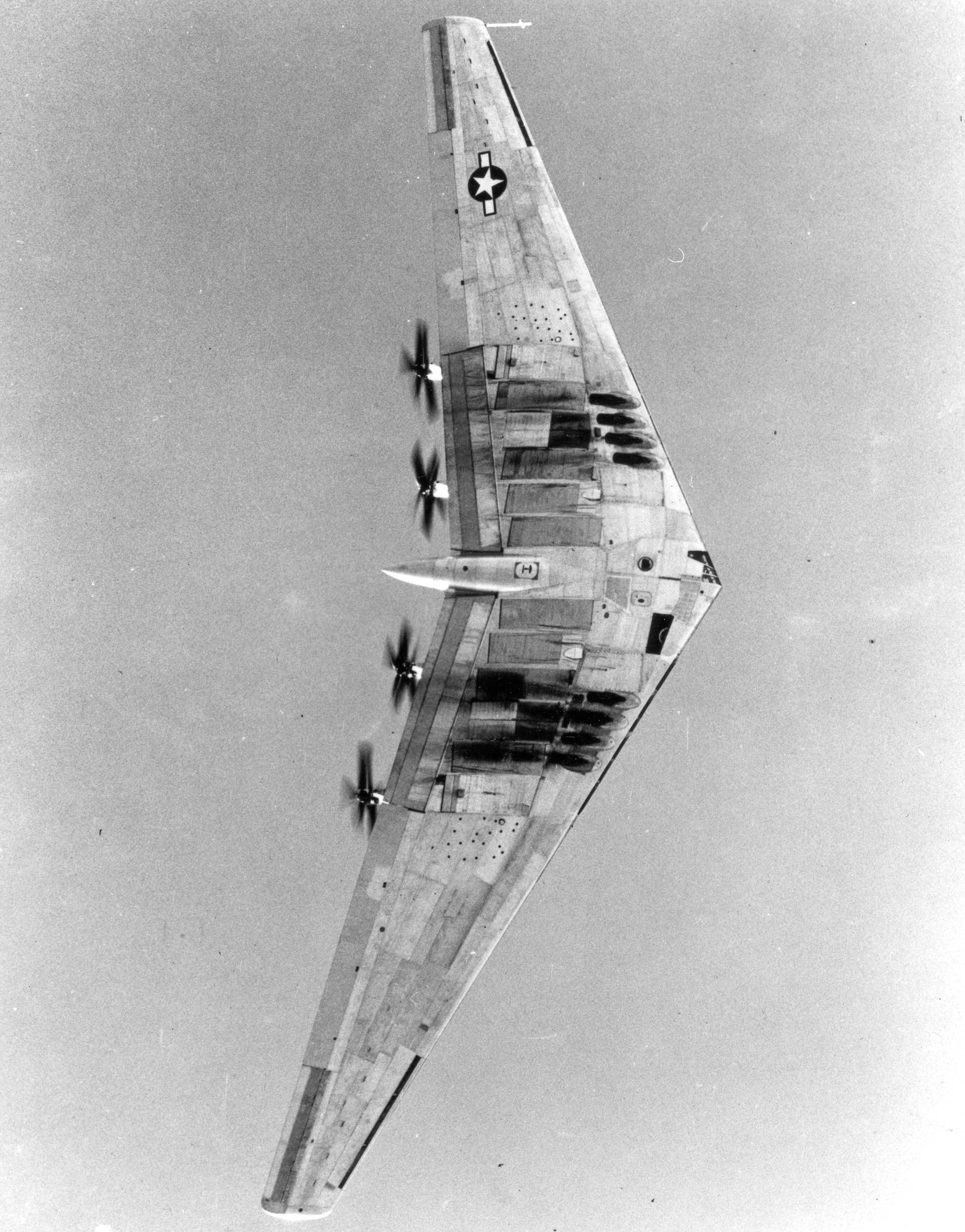
XB-35

Już w trakcie przedłużających się prac nad pierwszym prototypem, Northrop otrzymał zamówienie na trzynaście samolotów testowych (YB-35) i dwieście samolotów produkcyjnych (B-35). Spodziewano się, że pierwszy prototyp odbędzie pierwszy lot w połowie 1945, Jack Northrop rozpoczął wówczas poszukiwania firmy, która zgodziłaby się na produkcję seryjną samolotów. W porozumieniu z AAF zdecydowano, że Northrop zajmie się produkcją prototypów i serii przedprodukcyjnej YB, a produkcja seryjna będzie miała miejsce w zakładach Glen L. Martin Company.
Prace nad pierwszym XB-35 posuwały się bardzo powoli w miarę postępów z testowaniem i analizą danych pochodzących z N-9M, ale stawało się oczywiste, że osiągi nowego bombowca będą gorsze niż początkowo zakładano. 24 maja 1944 Pentagon zdecydował się anulować kontrakt Martina na 200 samolotów, jednak dowództwo Air Technical Service Command uważało, że program powinien być przynajmniej częściowo kontynuowany i w grudniu 1944 podjęto decyzję, aby nie zaprzestawać prac nad prototypami. Po zakończeniu wojny w Europie AAF zdecydował się anulować projekty samolotów z napędem śmigłowym i Northrop został poinstruowany, aby dwa prototypy XB-35 przeprojektować na napęd odrzutowy z silnikami Allison J35-A-5. Nowy projekt otrzymał oznaczenie YB-35B, w późniejszym czasie zmienione na Northrop YB-49. Jeszcze w trakcie prac nad pierwszym XB-35 kontrakt został ponownie zmieniony, dowództwo AAF zażądało, aby zbudowano dwa YB-35 mające zastąpić dwa samoloty przebudowane na napęd odrzutowy. Dwa dodatkowe prototypy miały powstać w nieco zmodyfikowanej wersji i otrzymały oznaczenie YB-35A.
Pierwszy XB-35 (numer seryjny AAF 42-13603) został ukończony w połowie 1946, po raz pierwszy wzbił się w powietrze 25 czerwca, za jego sterami zasiadał Max R. Stanley. Pierwszy lot został zakończony tuż po starcie z powodu problemów z silnikami, te same problemy powtarzały się w czasie całego programu testowego. Pierwszy prototyp odbył łącznie dziewiętnaście lotów, ostatni lot odbył się 11 września 1946. W trakcie oblatywania samolotu stwierdzono, że był trudny w pilotażu, bardzo niestabilny i cierpiał na problemy z silnikami i ich chłodzeniem. Żadna z tych wad nie została do końca wyeliminowana w żadnym z prototypów. Drugi prototyp (42-38323) wzbił się w powietrze 26 czerwca 1947, ale podobne problemy spowodowały zawieszenie jego programu testów po zaledwie ośmiu lotach.
Z powodu ciągłych kłopotów ze śmigłami przeciwbieżnymi postanowiono je zastąpić tradycyjnymi śmigłami i loty wznowiono 12 lutego 1948. Okazało się jednak, że nowe śmigła pogorszyły osiągi samolotu i powodowały znaczne wibracje. W tym czasie ukończono pierwszy z zamówionych YB-35A (42-102366), który od początku dostał tradycyjne śmigła, został wyposażony także we wszystkie systemy pokładowe włącznie z uzbrojeniem obronnym. Pierwszy lot YB-35A odbył się 15 maja 1948.
Pomimo znacznych modyfikacji wprowadzonych do nowego samolotu, także ta maszyna cierpiała na podobne problemy jak jej poprzednicy i program rozwojowy został YB-35 został ostatecznie zakończony.

## Konstrukcja
Northrop YB-35 był czterosilnikowym, ciężkim samolotem bombowym o układzie latającego skrzydła. Rozpiętość skrzydeł wynosiła 52,2 metry, długość maszyny 16,2 metrów, a jej wysokość 6,2 metry. Skrzydło samolotu miało zbieżną cięciwę o skosie krawędzi natarcia wynoszącym 27°. Samolot miał podwozie trójkołowe, chowane w locie, z kołem przednim.
Konstrukcja samolotu była prawie całkowicie metalowa, w znacznej części używała stopów aluminiowych opracowanych przez Alcoa.
Powierzchnia nośna wynosiła 370 m² co przy normalnej masie startowej 82 000 kilogramów dawało obciążenie powierzchni wynoszące 220 kg/m². Masa własna maszyny wynosiła 120 000 funtów, a maksymalna masa startowa do 209 000 funtów (54 423 i 95 000 kg).
Samolot był napędzany czterema silnikami typu Pratt & Whitney R-4360 o mocy 3000 KM każdy w układzie pchającym, umieszczonymi na krawędzi spływu skrzydła. Samoloty początkowo były wyposażone w śmigła przeciwbieżne, wymienione w późniejszym czasie na tradycyjne, pojedyncze śmigła.
Uzbrojenie obronne stanowiło dwadzieścia karabinów maszynowych kalibru 12,7 mm w dziesięciu zdalnie kierowanych wieżyczkach uzbrojonych w dwa karabiny maszynowe każda.
Załogę stanowiło przynajmniej dziewięć osób - pilot, drugi pilot, mechanik pokładowy, radiooperator, bombardier i trzech strzelców pokładowych. W dłuższych misjach załoga samolotu mogła być powiększona o dodatkową obsługę, na pokładzie znajdowało się sześć składanych łóżek i mała kuchnia.
Samolot miał osiem osobnych komór bombowych w których mógł przenosić łącznie do 16 000 funtów bomb (7257 kg).